# Ringaskjeret
Ringaskjeret est une île dans le landskap Sunnhordland du comté de Vestland. Elle appartient administrativement à Øygarden.

## Géographie
Rocheuse et désertique à l'exception de légers buissons en son centre, elle s'étend sur environ 68 m de longueur pour une largeur approximative de 56 m.